# Canzoni napoletane classiche
Canzoni classiche napoletane, pubblicato nel 1965 su 33 giri, è un album discografico del cantante Mario Trevi.

## Il disco
L'album è una raccolta di brani classici incisi tra il 1963 ed il 1965, su 45 giri, per la casa discografica Durium. L'album vede per la prima volta Mario Trevi dedicarsi all'incisione di brani della Canzone classica napoletana, con arrangiamenti del M°Eduardo Alfieri.
L'album è dedicato a melodie dell'Epoca d'oro della Canzone Napoletana firmate da poeti e musicisti come Salvatore Di Giacomo, E. A. Mario, Ernesto Murolo, Ernesto Tagliaferri.
Ad un decennio di distanza dalla prima pubblicazione, la Durium ristamperà l'album con la serie Cicala.

## Tracce
1. 'O marenariello (Ottaviano, Gambardella)
2. Mierolo affurtunato (Di Giacomo, E. A. Mario)
3. Era de maggio (Di Giacomo, Costa)
4. 'Mbraccio a mme (Barbieri, Di Chiara)
5. Dicitencello vuje (Fusco, Falvo)
6. L'arte d'o sole (Capaldo, Gambardella)
7. Scetate (Costa, Russo)
8. Canzone appassiunata (E. A. Mario)
9. Te voglio bene assaje (Trascriz. Longo)
10. Core furastiero (E. A. Mario)
11. Chella d'e rose (Canetti, Falvo)
12. Qui fu Napoli (Murolo, Tagliaferri)